# Коз'ятаги (станція метро)
40°58′31″ пн. ш. 29°05′59″ сх. д. / 40.975391519621° пн. ш. 29.099677349781° сх. д.
Коз'ятаги (тур. Kozyatağı) — станція ліній М4 та M8 Стамбульського метро. 
- Зал M4 відкрито 17 серпня 2012 року поряд з п'ятнадцятьма іншими станціями у черзі Ускюдар — Картал[1].
- Зал M8 відкрито 6 січня 2023[2]

Конструкція: 
- М4: пілонна станція (глибина закладення — 23 м), має одну пряму острівну платформу та дві колії.
- М8: трипрогінна станція мілкого закладення

Розташована під автострадою D.100, квартал Ічеренкьой, Аташехір
Пересадки
- Автобуси[3]: 14Ks, 14T, 15KB, 16A, 16B, 16C, 16F, 16FK, 16KH, 16S, 16U, 16Y, 16Z, 17K, 17P, 19, 19B, 19FK, 19H, 19Z, 21B, 21C, 21G, 21K, 21U, 129L, 129T, 130, 130A, 130Ş, 251, 252, 319, 500T, E-10
- Маршрутки: 
  - Гарем — Гебзе,
  - Кадикьой — Картал,
  - Кадикьой — Угур-Мумджу